# Transformers: Rescue Bots
 (janvier 2017).
Si vous disposez d'ouvrages ou d'articles de référence ou si vous connaissez des sites web de qualité traitant du thème abordé ici, merci de compléter l'article en donnant les références utiles à sa vérifiabilité et en les liant à la section « Notes et références ».
Transformers: Rescue Bots est une série télévisée d'animation américaine pour enfants. Elle se déroule dans la même continuité que Transformers: Prime.
En France elle d'abord été diffusée sur Tiji, depuis 2012.

## Synopsis
La série suit les aventures des Rescue Bots, une équipe d'Autobots chargés par Optimus Prime de défendre l'île de Griffin Rock avec l'aide de leurs partenaires humains, sous les ordres du Chef Charlie Burns.

## Personnages

### Rescue Bots
- Heatwave
- Blades
- Chase
- Boulder

#### Recruteurs Rescue Bots
- Salvage
- Blurr
- Quickshadow
- Servo

#### Bee Team
- Bumblebee
- Sideswipe

#### Autres
- Optimus Prime (Peter Cullen)
- High Tide (Michael Bell)

### Humains

#### Les Burns
- Chief Charlie Burns
- Cody Burns
- Kade Burns
- Dani Burns
- Graham Burns
- Woodrow Burns

#### Les Greene
- Doc Greene
- Frankie Greene
- Maura the Magnificent
- Professor Anna Baranova
- CeCe Greene

### Antagonistes
- Dr. Thaddeus Morocco
- Madeline Pynch
- Evan
- Myles
- Priscilla Pynch
- Colonel Quint Quarry
- Lord Thurston Chumley
- Chickadee
- Skip Scobble

Notes : Les decepticons sont mentionnés dans cette série.

## Jeux vidéo
- Transformers Rescue Bots: Hero Adventures est sorti en 2016 sur iOS et Android[2].
- Transformers Rescue Bots: Disaster Dash est sorti en 2017 sur iOS et Android[3].